# Mexotis kingii
Mexotis kingii là một loài thực vật có hoa trong họ Thiến thảo. Loài này được (Terrell) Terrell & H. Rob. mô tả khoa học đầu tiên năm 2009.